# II (Zebrahead)
II è il settimo EP del gruppo musicale statunitense Zebrahead, pubblicato il 3 febbraio 2023. Il disco è stato registrato nella stessa sessione dell'EP III, con il quale andrà a formare una trilogia discografica insieme a un terzo EP intitolato I, la cui uscita era inizialmente prevista verso la fine del 2023 e successivamente è stata fissata al 13 novembre 2024.

## Tracce
1. No Tomorrow – 3:14
2. Licking on a Knife for Fun – 3:01
3. Evil Anonymous – 2:56
4. Middle Seat Blues – 3:10
5. F.L.F.U. – 4:00

Durata totale: 16:21

## Formazione
- Ali Tabatabaee – voce
- Adrian Estrella – voce e chitarra
- Dan Palmer – chitarra elettrica
- Ben Osmundson – basso
- Ed Udhus – batteria